# 阿尔弗雷德·梅勒·诺曼
阿尔弗雷德·梅勒·诺曼（1831年8月29日—1918年10月26日）是一位英国动物学家和神学家，1890年当选皇家学会会士，1906年获倫敦林奈學會颁发的林奈奖章。